# Tailwind Airlines
Tailwind Airlines – turecka linia lotnicza z siedzibą w Stambule wykonująca połączenia czarterowe. Operacje wykonuje głównie z lotnisk w Stambule i Antalyi.

## Flota
Według stanu na maj 2025 flota AJet składała się z 86 samolotów o średnim wieku 12,8 lat:
| Samolot        | Samolot | Samolot   | Liczba miejsc | Liczba miejsc | Uwagi |
| Model          | Aktywne | Zamówione | E             | Łącznie       | Uwagi |
| -------------- | ------- | --------- | ------------- | ------------- | ----- |
| Boeing 737-400 | 5       | -         | 168           | 168           |       |
| Boeing 737-800 | 2       | -         | 189           | 189           |       |
| Łącznie        | 7       | 0         |               |               |       |